# 長澤拓哉
長澤 拓哉（ながさわ たくや、1993年4月10日 - ）は、長野県出身の元プロサッカー選手。ポジションは、ディフェンダー（DF）。

## 来歴
中学校時代は松本山雅FC U-15に所属。創造学園高校を卒業後、2012年より1年間、北信越リーグ1部のアルティスタ東御でプレーした。
龍谷大学を経て、2017年よりカマタマーレ讃岐へ加入。2019年シーズン終了後、契約満了により退団した。
その後半年間にわたって無所属となっていたが、2020年7月、神奈川県リーグ1部の品川CC横浜に加入することが発表された。
2021年6月、品川CC横浜を退団。退団に際し、「私自身についてですが、今もJの舞台で活躍してるライバル達に負けないようなビジネスマンになりたいと考えております。そして満了になった選手に希望を与える、そんな存在になれるよう毎日挑戦していきます。」とコメントし、現役を引退した。

## 所属クラブ
- NPICエレンシアフットボールクラブ
- 松本山雅FC U-15
- 創造学園高等学校
- 2012年  アルティスタ東御
- 2013年 - 2016年 龍谷大学
- 2017年 - 2019年  カマタマーレ讃岐
- 2020年7月 - 2021年6月  品川CC横浜

## 個人成績
| 国内大会個人成績 | 国内大会個人成績 | 国内大会個人成績 | 国内大会個人成績 | 国内大会個人成績 | 国内大会個人成績 | 国内大会個人成績 | 国内大会個人成績 | 国内大会個人成績 | 国内大会個人成績 | 国内大会個人成績 | 国内大会個人成績 |
| 年度             | クラブ           | 背番号           | リーグ           | リーグ戦         | リーグ戦         | リーグ杯         | リーグ杯         | オープン杯       | オープン杯       | 期間通算         | 期間通算         |
| 年度             | クラブ           | 背番号           | リーグ           | 出場             | 得点             | 出場             | 得点             | 出場             | 得点             | 出場             | 得点             |
| 日本             | 日本             | 日本             | 日本             | リーグ戦         | リーグ戦         | リーグ杯         | リーグ杯         | 天皇杯           | 天皇杯           | 期間通算         | 期間通算         |
| ---------------- | ---------------- | ---------------- | ---------------- | ---------------- | ---------------- | ---------------- | ---------------- | ---------------- | ---------------- | ---------------- | ---------------- |
| 2012             | 東御             | 19               | 北信越1部        | 0                | 0                | -                | -                | -                | -                | 0                | 0                |
| 2017             | 讃岐             | 28               | J2               | 2                | 0                | -                | -                | 0                | 0                | 2                | 0                |
| 2018             | 讃岐             | 6                | J2               | 1                | 0                | -                | -                | 0                | 0                | 1                | 0                |
| 2019             | 讃岐             | 6                | J3               | 10               | 0                | -                | -                | 1                | 0                | 11               | 0                |
| 2020             | 品川CC横浜       | 33               | 神奈川県1部      |                  |                  | -                | -                | -                | -                |                  |                  |
| 2021             | 品川CC横浜       | 33               | 神奈川県1部      |                  |                  | -                | -                | -                | -                |                  |                  |
| 通算             | 日本             | 日本             | J2               | 3                | 0                | -                | -                | 0                | 0                | 3                | 0                |
| 通算             | 日本             | 日本             | J3               | 10               | 0                | -                | -                | 1                | 0                | 11               | 0                |
| 通算             | 日本             | 日本             | 北信越1部        | 0                | 0                | -                | -                | -                | -                | 0                | 0                |
| 通算             | 日本             | 日本             | 神奈川県1部      |                  |                  | -                | -                | -                | -                |                  |                  |
| 総通算           | 総通算           | 総通算           | 総通算           |                  |                  | -                | -                | 1                | 0                |                  |                  |